# 17180 Rupertli
A 17180 Rupertli (ideiglenes jelöléssel (17180) 1999 TS291) a Naprendszer kisbolygóövében található aszteroida. A LINEAR projekt keretében fedezték fel 1999. október 10-én.